# Terhi
Terhi ist ein weiblicher Vorname.

## Herkunft und Bedeutung
Der Name wird vor allem im Finnischen verwendet und ist die Kurzform von Terhenetär. Dieser Name ist abgeleitet vom finnischen terhen (Dunst/Nebel). Im finnischen Epos „Kalevala“ ist Terhenetär ein Geist, der mit Dunst, Nebel und Wäldern in Verbindung gebracht wird. Im Estnischen lautet der Name Terje. 

## Bekannte Namensträger
- Terhi Markkanen (* 1973), finnische Biathletin